# Simorcus vanharteni
Simorcus vanharteni Van Niekerk & Dippenaar-Schoeman, 2010 è un ragno appartenente alla famiglia Thomisidae.

## Etimologia
Il nome proprio è in onore dell'aracnologo Anthony van Harten, specialista dell'aracnofauna afrotropicale

## Caratteristiche
L'olotipo femminile rinvenuto ha lunghezza totale è di 5,5-6,4mm; la lunghezza del cefalotorace è di 2,5 mm e la larghezza è di 1,9 mm
Gli esemplari maschili rinvenuti hanno lunghezza totale è di 3,7-4,4mm; la lunghezza del cefalotorace è di 1,8 mm e la larghezza è di 1,45 mm

## Distribuzione
La specie è stata reperita in Tanzania: nella Mkomazi Game Reserve; e nello Yemen, nei pressi di Hammam Ali

## Tassonomia
Al 2015 non sono note sottospecie e dal 2014 non sono stati esaminati nuovi esemplari.